# Christine Evangelista
Pour les articles homonymes, voir Evangelista.
Christine Evangelista, née le 27 octobre 1986 à Staten Island, New York, est une actrice américaine.
Elle est principalement connue pour son rôle de Sherry dans la série The Walking Dead, rôle qu'elle a gardé dans Fear the Walking Dead (depuis 2019) et son rôle principal de Megan Morrison dans la série dramatique The Arrangement.

## Filmographie
| Année | Titre                      | Rôle                                       | Note       |
| ----- | -------------------------- | ------------------------------------------ | ---------- |
| 2007  | Goodbye Baby               | Melissa                                    |            |
| 2008  | Awilda and a Bee           | La gagnante                                | Short film |
| 2009  | This Is Madness            | La réceptionniste                          | Short film |
| 2009  | Arranged: The Musical      | Christine                                  | Short film |
| 2009  | The Good Guy               | Brooke                                     |            |
| 2009  | La Famille Jones           | Naomi Madsen                               |            |
| 2010  | Harvest                    | Tina                                       |            |
| 2011  | Escapee                    | Abby Jones                                 |            |
| 2011  | Underground                | Jenna Hughes                               |            |
| 2012  | Alter Egos                 | Emily                                      |            |
| 2014  | Red Butterfly              | Cleo McKenna                               |            |
| 2015  | Le Nouveau Stagiaire       | Membre de l'ATF                            |            |
| 2016  | K.O. - Bleed for This      | La femme dans la chambre de l’hôtel Caesar |            |
| 2016  | Long Nights Short Mornings | Natalie                                    |            |

| Année     | Titre                  | Rôle             | Épisodes                                                            |
| --------- | ---------------------- | ---------------- | ------------------------------------------------------------------- |
| 2005      | Law & Order            | Lindsay Doyle    | Épisode House of Cards                                              |
| 2006      | Conviction             | Alyssa Burnside  | Episode: "The Wall"                                                 |
| 2007      | The Kill Point         | Ashley Beck      | Main role; 8 episodes                                               |
| 2008      | La Loi de Canterbury   | Kathy Delgato    | Episode: "Sweet Sixteen"                                            |
| 2009      | Law & Order            | Adrian Hemmings  | Episode: "All New"                                                  |
| 2010      | FBI : Duo très spécial | Veronica Naylon  | Episode: "Copycat Caffrey"                                          |
| 2010      | Royal Pains            | Michelle         | Episode: "The Hankover"                                             |
| 2010      | The Good Wife          | Madeleine        | Épisode Double Jeopardy                                             |
| 2011      | Blue Bloods            | Jolene           | Épisode Little Fish                                                 |
| 2012      | Dumb Girls             | Michelle         | Pilote non diffusé                                                  |
| 2012–2013 | 666 Park Avenue        | Libby Griffith   | 2 épisodes                                                          |
| 2013      | Lucky 7                | Mary Lavecchia   | Main role; 6 épisodes                                               |
| 2014      | Chicago Fire           | Allison Rafferty | rôle récurrent; 5 episodes                                          |
| 2015      | The Adversaries        | Emma Fisher      | Pilote non diffusé                                                  |
| 2015–2017 | The Walking Dead       | Sherry           | rôle récurrent (saisons 6–7) 4 épisodes                             |
| 2017–2018 | The Arrangement        | Megan Morrison   | Rôle principal; 20 épisodes                                         |
| 2019–2023 | Fear the Walking Dead  | Sherry           | voix seule (saison 5) Rôle principal (saison 6–présent) 12 épisodes |
| TBA       | Erase                  | Noreen Rodriguez | film de Television                                                  |

### Jeux vidéo
| Année | Titre                          | Rôle       | Notes      |
| ----- | ------------------------------ | ---------- | ---------- |
| 2012  | Alan Wake's American Nightmare | Emma Sloan | narratrice |